# Supercoppa UEFA 2022
La Supercoppa UEFA 2022 è stata la 47ª edizione della Supercoppa UEFA e si è disputata il 10 agosto 2022 allo stadio Olimpico di Helsinki, in Finlandia.
A contendersela sono stati i vincitori della UEFA Champions League 2021-2022, gli spagnoli del Real Madrid, e quelli della UEFA Europa League 2021-2022, i tedeschi dell'Eintracht Francoforte. La partita è stata una ripetizione della finale della Coppa dei Campioni 1959-1960, vinta dal Real Madrid con il punteggio di 7-3.
Il trofeo è stato conquistato dagli spagnoli del Real Madrid, al quinto successo nella competizione, raggiungendo il numero record di successi dei connazionali del Barcellona e degli italiani del Milan.
La partita ha visto per la prima volta l'utilizzo del fuorigioco semi-automatico in una competizione europea.

## Partecipanti
| Squadre               | Qualificazione                                   | Partecipazioni precedenti (il grassetto indica la vittoria) |
| --------------------- | ------------------------------------------------ | ----------------------------------------------------------- |
| Real Madrid           | Vincitrice della UEFA Champions League 2021-2022 | 7 (1998, 2000, 2002, 2014, 2016, 2017, 2018)                |
| Eintracht Francoforte | Vincitrice della UEFA Europa League 2021-2022    | Nessuna                                                     |

## Contesto
Allo Stadio Olimpico di Helsinki va in scena la finale tra Real Madrid, all'ottava presenza nella competizione dopo l'ultima sconfitta del 2018, e Eintracht Francoforte, che è invece alla sua prima finale. L'allenatore degli spagnoli, Ancelotti, schiera la squadra col 4-3-3: davanti al portiere Courtois, la linea difensiva a quattro è composta da Mendy e Carvajal come terzini e da Alaba e Militão come difensori centrali. In mediana Casemiro è supportato da Kroos e Modrić, mentre il tridente offensivo è formato da Vinícius, Valverde e il capitano Benzema. Il tecnico dei tedeschi, Glasner, opta invece per il 3-4-2-1: davanti a Trapp, il terzetto di difensori centrali è composto da Touré, Tuta e N'Dicka. In mediana il capitano Rode è affiancato da Sow, mentre sulle fasce vengono scelti Lenz e Knauff. Sulla trequarti sono invece disposti Kamada e Lindstrøm a supporto dell'unico centravanti Borré.

## La partita
Dopo quindici minuti di gioco è l'Eintracht Francoforte ad avere la prima occasione con Kamada, servito in verticale da Lindstrøm, ma la sua conclusione ravvicinata viene respinta da un gran riflesso di Courtois. Il Real Madrid risponde subito con Vinícius che, dopo aver ricevuto un passaggio corto di Benzema all'interno dell'area, tira di prima intenzione, trovando però l'opposizione di Tuta, che salva sulla linea di porta al posto di Trapp, uscito nel tentativo di bloccare l'esterno brasiliano. Dopo un'attenta parata di Courtois su tiro di Knauff, gli spagnoli sfiorano il vantaggio nuovamente con Vinícius, la cui conclusione a giro dal limite finisce tuttavia fuori a fil di palo. Ciò è solamente il preludio al gol dei Blancos, che arriva difatti al 37': sugli sviluppi di un calcio d'angolo, Casemiro fa sponda di testa per Alaba, il quale deposita comodamente in rete da pochi passi, firmando l'1-0. Il primo tempo si chiude dunque con gli iberici avanti di misura.
La seconda frazione si apre con una grandissima parata di Trapp, che respinge una conclusione ravvicinata di Vinícius dopo che questi aveva addomesticato un cross dalla sinistra di Mendy. Gli spagnoli fanno valere la propria supremazia, colpendo anche una traversa con un tiro dalla distanza di Casemiro, prima di trovare il raddoppio al 65' con Benzema, che insacca in rete il 2-0 con un potente destro su assist di Vinícius. I Blancos approfittano del calo dei tedeschi e si limitano a gestire le fasi finali della gara, vincendo quindi il trofeo per la quinta volta.

## Tabellino

### Dettagli
La squadra "di casa" (ai fini amministrativi) è stata la vincitrice della UEFA Champions League.
| Arbitro: | Michael Oliver |

|                       |           |  |
| Alaba 37’ Benzema 65’ | Marcatori |  |

| Real Madrid | Eintracht Francoforte |

| P               | 1  | Thibaut Courtois    |  |     |
| D               | 2  | Daniel Carvajal     |  | 65’ |
| D               | 3  | Éder Militão        |  |     |
| D               | 4  | David Alaba         |  |     |
| D               | 23 | Ferland Mendy       |  |     |
| C               | 10 | Luka Modrić         |  | 67’ |
| C               | 14 | Casemiro            |  |     |
| C               | 8  | Toni Kroos          |  | 85’ |
| A               | 15 | Federico Valverde   |  | 76’ |
| A               | 9  | Karim Benzema       |  |     |
| A               | 20 | Vinícius Júnior     |  | 85’ |
| A disposizione: |    |                     |  |     |
| P               | 13 | Andrij Lunin        |  |     |
| D               | 5  | Jesús Vallejo       |  |     |
| D               | 6  | Nacho               |  |     |
| D               | 22 | Antonio Rüdiger     |  | 85’ |
| C               | 17 | Lucas Vázquez       |  |     |
| C               | 18 | Aurélien Tchouaméni |  | 85’ |
| C               | 19 | Dani Ceballos       |  | 85’ |
| C               | 25 | Eduardo Camavinga   |  | 76’ |
| A               | 7  | Eden Hazard         |  |     |
| A               | 11 | Marco Asensio       |  |     |
| A               | 21 | Rodrygo             |  | 67’ |
| A               | 24 | Mariano             |  |     |
| Allenatore:     |    |                     |  |     |
| Carlo Ancelotti |    |                     |  |     |

| P               | 1  | Kevin Trapp         |       |     |
| D               | 18 | Almamy Touré        |       | 70’ |
| D               | 35 | Tuta                |       |     |
| D               | 2  | Evan N'Dicka        |       |     |
| C               | 8  | Djibril Sow         |       |     |
| C               | 17 | Sebastian Rode      |       | 58’ |
| C               | 36 | Ansgar Knauff       |       |     |
| C               | 25 | Christopher Lenz    |       |     |
| A               | 15 | Daichi Kamada       |       |     |
| A               | 19 | Rafael Santos Borré |       |     |
| A               | 29 | Jesper Lindstrøm    |       | 58’ |
| A disposizione: |    |                     |       |     |
| P               | 31 | Jens Grahl          |       |     |
| P               | 40 | Diant Ramaj         |       |     |
| D               | 5  | Hrvoje Smolčić      |       |     |
| D               | 22 | Timothy Chandler    |       |     |
| C               | 6  | Kristijan Jakić     |       |     |
| C               | 20 | Makoto Hasebe       |       |     |
| C               | 27 | Mario Götze         |       | 58’ |
| A               | 9  | Randal Kolo Muani   |       | 58’ |
| A               | 11 | Faride Alidou       |       |     |
| A               | 21 | Lucas Alario        | 90+2’ | 70’ |
| A               | 23 | Jens Petter Hauge   |       |     |
| Allenatore:     |    |                     |       |     |
| Oliver Glasner  |    |                     |       |     |

| Assistenti arbitrali: Stuart Burt (Inghilterra) Simon Bennett (Inghilterra) Quarto ufficiale: Donatas Rumšas (Lituana) VAR: Tomasz Kwiatkowski (Polonia) Assistenti al VAR: Bartosz Frankowski (Polonia) Tiago Martins (Portogallo) | Regole dell'incontro: - due tempi regolamentari da 45 minuti ciascuno; - due tempi supplementari da 15 minuti ciascuno in caso di parità; - tiri di rigore in caso di ulteriore parità; inizialmente cinque per squadra, e a oltranza fino a spareggio in caso di ulteriore parità; - numero massimo di 23 giocatori per squadra a referto (11 in campo e 12 come potenziali sostituti); - cinque sostituzioni permesse nei tempi regolamentari; una sesta permessa nei tempi supplementari. |

## Statistiche
| Statistiche       | Real Madrid | Eintracht Francoforte |
| ----------------- | ----------- | --------------------- |
| Reti segnate      | 1           | 0                     |
| Tiri totali       | 8           | 4                     |
| Tiri in porta     | 3           | 2                     |
| Parate            | 2           | 2                     |
| Possesso palla    | 63%         | 37%                   |
| Calci d'angolo    | 3           | 1                     |
| Falli commessi    | 3           | 7                     |
| Fuorigioco        | 1           | 2                     |
| Cartellini gialli | 0           | 0                     |
| Cartellini rossi  | 0           | 0                     |

| Statistiche       | Real Madrid | Eintracht Francoforte |
| ----------------- | ----------- | --------------------- |
| Reti segnate      | 1           | 0                     |
| Tiri totali       | 5           | 2                     |
| Tiri in porta     | 3           | 1                     |
| Parate            | 1           | 2                     |
| Possesso palla    | 52%         | 48%                   |
| Calci d'angolo    | 0           | 0                     |
| Falli commessi    | 4           | 7                     |
| Fuorigioco        | 1           | 2                     |
| Cartellini gialli | 0           | 1                     |
| Cartellini rossi  | 0           | 0                     |

| Statistiche       | Real Madrid | Eintracht Francoforte |
| ----------------- | ----------- | --------------------- |
| Reti segnate      | 2           | 0                     |
| Tiri totali       | 13          | 6                     |
| Tiri in porta     | 6           | 3                     |
| Parate            | 3           | 4                     |
| Possesso palla    | 57%         | 43%                   |
| Calci d'angolo    | 3           | 1                     |
| Falli commessi    | 7           | 14                    |
| Fuorigioco        | 2           | 4                     |
| Cartellini gialli | 0           | 1                     |
| Cartellini rossi  | 0           | 0                     |